# 데니스 베레좁스키
데니스 발렌티노비치 베레좁스키(러시아어: Денис Валентинович Березовский, 1974년 7월 15일 ~ )는 러시아 해군 소장(계급)이자 흑해 함대의 부사령관이다. 그는 전직 우크라이나 해군 사령관이기도 했다.
2014년 3월 1일 올렉산드르 투르치노우 대통령 권한대행으로부터 해군 사령관으로 임명되었으나, 그 이튿날 우크라이나로부터 독립을 선언한 크림 공화국 주민들에게 충성을 맹세했다. 동년 3월 24일, 세르게이 쇼이구 러시아 국방부 장관은 그를 러시아 흑해 함대 부사령관에 임명했다. 동년 3월 5일, 우크라이나 검찰청은 베레좁스키를 반역 혐의로 기소했다.